# Train Valley 2
Train Valley 2 — відеогра в жанрах головоломка та стратегія, розроблена і випущена Flazm для Microsoft Windows, Linux та MacOS. Гра є сиквелом гри Train Valley 2015 року.
Гра була випущена у ранній доступ 29 березня 2018 року. Повний реліз відбувся 13 квітня 2019.

## Ігровий процес
Ігровий процес трохи відрізняється від першої частини.
На кожному рівні є міста з потребами у товарах. Товари можна перевозити залізницями, які може будувати гравець. На початку гри на карті з'являються 2-3 міста. Впродовж гри будуть з'являтися нові міста які потрібно буде під'єднати до загальної залізниці. Відмінністю від першої частини є наявність виробничих ліній. Якщо у першій частині головною задачею було доставити потяги, то у другій потрібно доставляти готові продукти, сировину, людей та електроенергію між містами. Окрім доставлення товарів потрібно створювати власні виробництва на які також потрібно буде доставляти сировину. До кінця рівня потрібно виконати п'ять завдань.
Графіка другої частини кардинально відрізняється від першої. Якщо графіка першої частини була більш реалістична, то у другій частині графіка більш спрощена.

### DLC
| Назва                                | Опис                                                               | Ціна    | Примітка |
| ------------------------------------ | ------------------------------------------------------------------ | ------- | -------- |
| Train Valley 2 — Passenger Flow      | Додає механіку пасажирів та нові локомотиви                        | 119 грн | [ 6 ]    |
| Train Valley 2 — Myths and Rails     | Додає нові товари, ресурси, локомотиви, будівлі та виробничі лінії | 129 грн | [ 7 ]    |
| Train Valley 2 — Original Soundtrack | Додає 21 оригінальних саундтреків для гри.                         | 59 грн  | [ 8 ]    |

## Рецензії

### Steam
У Steam понад 1.500 відгуків.  Більшість з них позитивні.

### Gamespew
Gamespew оцінили гру на 8 з 10.

### Bonusstage
На сайті Bonusstage гру оцінили на 9 з 10.